# El congreso saliente
 El Congreso saliente  es el sexto capítulo de la segunda temporada de la serie dramática El ala oeste de la Casa Blanca.

## Argumento
Josh, Toby y Sam quieren que el Presidente convoque al Congreso saliente para aprobar un Tratado de No Proliferación Nuclear, pero se encuentran con que alguno de los miembros han sido derrotados en las últimas elecciones, y no le dan ningún apoyo.
Mientras C.J. Cregg le pasa la noticia, de manera filtrada, a Danny, obligada y muy enfadada con él. Al parecer varias editoriales de su periódico, el Washington Post han atacado a la Administración Bartlet. Y considera que su relación, mientras ambos trabajen en la Casa Blanca será imposible. El Presidente decide cancelar su suscripción al periódico de Danny.
Por su parte, el Equipo de la Casa Blanca trata de evitar un encuentro oficial entre un político ucraniano prooccidental y el Presidente. Al parecer, el hombre se encuentra borracho y la etiqueta impide el encuentro. Al final se encontrarán de manera "casual".
Por último, Ainsley trata de convencer a Sam de la necesidad de controlar el fraude en las pequeñas empresas. Tras hacerlo, redactan una solicitud de dos páginas para que Leo McGarry se lo pase al Presidente y decida que hacer.

## Enlaces
- Ficha en FormulaTv
- Enlace al Imdb
- Guía del Episodio (en inglés)

- Datos: Q7745291